# زنبور درودگر سبز طلایی
زنبور درودگر سبز طلایی (نام علمی: Xylocopa aeratus) نام یک گونه از سرده زنبور درودگر است.